# Un gallo para Esculapio
Un gallo para Esculapio és una sèrie de televisió dramàtica argentina emesa per Telefe i produïda per Underground i Voga Bogagna en associació amb TNT. Protagonitzada per Peter Lanzani i el primer actor Luis Brandoni. Coprotagonitzada per Luis Luque, Julieta Ortega, Ariel Staltari i Eleonora Wexler. Es va estrenar el 15 d'agost de l'any 2017 en TNT i l'endemà va ser transmès per Telefe.
Al desembre de 2016, es va anunciar la producció de la sèrie i la convocatòria de repartiment. A finals de gener de 2017, es va realitzar la presentació del repartiment i el rodatge de la producció.
A finals de 2017, es va confirmar la renovació de la sèrie per a una segona temporada a estrenar-se a fins de 2018. Al juliol de 2018, Peter Lanzani va confirmar el retorn, la nova temporada es va estrenar el 16 d'octubre de 2018.

## Sinopsi

### Temporada 1
Nelson Segovia (Peter Lanzani), un noi humil de Misiones, viatja des de l'interior portant-li un gall de baralla al seu germà. Al no poder trobar-se amb ell, emprèn la seva cerca pel difícil escenari del Gran Buenos Aires. Seguint les pistes sobre el seu parador, es vincula amb Chelo (Luis Brandoni), galler i cap d'una banda de pirates de l'asfalt, i es fa a la sospita que aquest sinistre personatge pot arribar a estar vinculat a la sobtada desaparició del seu germà Roque. Decidit a descobrir què va passar, el jove s'infiltra en la banda de Chelo i a l'entorn del desaparegut...

### Temporada 2
Sis mesos després dels successos ocorreguts durant el viatge a Termas, Nelson torna a l'àmbit de Camino de Cintura per a portar endavant la venjança de Chelo Esculapi. El seu pla és contactar amb Loquillo (Ariel Staltari) i vells membres de la banda. No obstant això, poc després d'arribar, es fa clar que el món de l'oest va canviar per complet durant la seva absència i Yiyo és el nou home fort del conurbà.

## Repartiment i personatges

### Principal
| Actor           | Personatge                      | Temporada | Temporada | Temporada |
| Actor           | Personatge                      | 1         | 2         |           |
| --------------- | ------------------------------- | --------- | --------- | --------- |
| Luis Brandoni   | Marcello "Chelo Esculapio" Ghío | Principal |           |           |
| Peter Lanzani   | Nelson "el antichorro" Segovia  | Principal | Principal |           |
| Luis Luque      | Pedro "Yiyo" Guzmán             | Principal | Principal |           |
| Julieta Ortega  | Nancy                           | Principal | Principal |           |
| Ariel Staltari  | Andrés "Loquillo" Ghío          | Principal | Principal |           |
| Eleonora Wexler | Estela Benítez                  | Principal | Recurrent |           |
| Juan Leyrado    | "El Coronel"                    |           | Principal |           |

### Recurrent
- Andrea Rincón com Vanesa. Episodi 1-3, 5-8
- Diego Cremonesi com Roque Sosa. (†) Episodi 6-9
- Fernando Chiné com Manguera Ávalos "Episodi 1-3, 7-8-9"
- Ricardo Merkin com El Viejo. (†) Episodi 1-8
- Carla Pandolfi com Natalia Díaz. Episodi 1-8
- Gabriel Almirón com el Gordo Película. Episodi 1-4, 6-8
- Matías Mayer com Dr. Alejandro Piccione. Episodi 4, 6, 8
- Diego Echegoyen com Ismael. Episodi 1-3, 5, 8
- Diego Mesaglio com Tony. Episodi 1-4, 6-8
- Cristian Salguero com "Feto" Varela. Episodi 1-8
- Gerardo Maleh com Coco. Episodi 1-3, 5-7
- Pablo Cerri com El Tano. Episodi 1-4, 6-7, 9
- Renzo Stagnaro com Ramiro. Episodi 4, 6-8
- Arturo Frutos com Pipino. Episodi 1-4, 6-7
- Erika de Sautu Riestra com Mercedes. Episodi 4, 6, 8
- Manuel Victoria com La Edu. Episodi 1-2, 4-5, 8
- Balthazar Murillo com Joaquín. Episodi 1-2, 5-8
- Diego Gallardo com policia José Zapata. Episodi 9
- Yanil Bertelegni Reilly Episodi 9

### Invitats
- Cecilia Rossetto com Fiscal Carla Retes. Episodi 4, 6-9
- Bernardo Forteza com Palomares. Episodi 1-3, 5
- Abian Vainstein com El Taca. Episodi 2-3, 5-6
- David Di Nápoli com Serna. Episodi 1-2, 8
- Chucho Fernández com Cacho. Episodi 1-2, 8
- Atilio Pozzobón com Chicho. Episodi 1-2
- Francisco Nápoli com Orlando. Episodi 1,3
- César Bordón com Alfredo. Episodi 3, 8
- Rubén Stella com comissari Bermúdez. Episodi 5-8
- Lolo Fuentes com dater del Mercat Central. Episodi 2
- Mónica Cabrera com interés amoroso de El Viejo. Episodi 7, 8
- Mario Moscoso com Tucán. Episodi 4
- Matias Vizcaya com netejador de cotxes. Episodis diversos temporada 1

## Temporades
| Temporada | Temporada | Episodis | Emissió original     | Emissió original       |
| Temporada | Temporada | Episodis | Estrena              | Final                  |
| --------- | --------- | -------- | -------------------- | ---------------------- |
|           | 1         | 9        | 16 d'agost de 2017   | 11 d'octubre de 2017   |
|           | 2         | 6        | 16 d'octubre de 2018 | 20 de novembre de 2018 |

## Episodis

### Primera temporada (2017)
| Núm. total | Núm. de la temporada | Títol                     | Direcció       | Guió                            | Data d'emissió original | Espectadors (milions) |
| ---------- | -------------------- | ------------------------- | -------------- | ------------------------------- | ----------------------- | --------------------- |
| 1          | 1                    | «Van Dan»                 | Bruno Stagnaro | Bruno Stagnaro & Ariel Staltari | 16 d'agost de 2017      | 11.7                  |
| 2          | 2                    | «Amo del Cielo»           | Bruno Stagnaro | Bruno Stagnaro & Ariel Staltari | 23 d'agost de 2017      | 11.8                  |
| 3          | 3                    | «La Sangre»               | Bruno Stagnaro | Bruno Stagnaro & Ariel Staltari | 30 d'agost de 2017      | 10.1                  |
| 4          | 4                    | «La Cantora»              | Bruno Stagnaro | Bruno Stagnaro & Ariel Staltari | 6 de setembre de 2017   | 9.5                   |
| 5          | 5                    | «La Niña Bonita»          | Bruno Stagnaro | Bruno Stagnaro & Ariel Staltari | 13 de setembre de 2017  | 10.4                  |
| 6          | 6                    | «Berenjena In The Papusa» | Bruno Stagnaro | Bruno Stagnaro & Ariel Staltari | 20 de setembre de 2017  | 9.4                   |
| 7          | 7                    | «Almafuerte»              | Bruno Stagnaro | Bruno Stagnaro & Ariel Staltari | 27 de setembre de 2017  | 8.2                   |
| 8          | 8                    | «Il Morto che Parla»      | Bruno Stagnaro | Bruno Stagnaro & Ariel Staltari | 4 de octubre de 2017    | 8.3                   |
| 9          | 9                    | «El Pájaro ve la Luz»     | Bruno Stagnaro | Bruno Stagnaro & Ariel Staltari | 11 de octubre de 2017   | 9.4                   |

### Segona temporada (2018)
| N.º (sèrie) | N.º (temp) | Títol           | Director       | Guionista(s)                    | Emissió original       | Audiència (en milions) |
| ----------- | ---------- | --------------- | -------------- | ------------------------------- | ---------------------- | ---------------------- |
| 10          | 1          | «El Antichorro» | Bruno Stagnaro | Bruno Stagnaro & Ariel Staltari | 16 d'octubre de 2018   | 2.0                    |
| 11          | 2          | «Fatal Destini» | Bruno Stagnaro | Bruno Stagnaro & Ariel Staltari | 30 d'octubre de 2018   | Sense anunciar         |
| 12          | 3          | «Índigo»        | Bruno Stagnaro | Bruno Stagnaro & Ariel Staltari | 23 d'octubre de 2018   | Sense anunciar         |
| 13          | 4          | «TNT»           | Bruno Stagnaro | Bruno Stagnaro & Ariel Staltari | 6 de novembre de 2018  | Sense anunciar         |
| 14          | 5          | «Sin Bandera»   | Bruno Stagnaro | Bruno Stagnaro & Ariel Staltari | 6 de novembre de 2018  | Sense anunciar         |
| 15          | 6          | «Mugre»         | Bruno Stagnaro | Bruno Stagnaro & Ariel Staltari | 13 de novembre de 2018 | Sense anunciar         |

## Premis

### Premis Cóndor de Plata
| Any  | Categoria                                         | Nominat/da(s)           | Resultat  | Ref.   |
| ---- | ------------------------------------------------- | ----------------------- | --------- | ------ |
| 2018 | Millor Sèrie Audiovisual per Plataformes Digitals | Un Gallo para Esculapio | Guanyador | [ 17 ] |
| 2019 | Millor Sèrie / Telefilm                           | Un Gallo para Esculapio | Nominat   | [ 18 ] |

### Premis Platino
| Any  | Categoria                                  | Nominat/da(s)           | Resultat | Ref.   |
| ---- | ------------------------------------------ | ----------------------- | -------- | ------ |
| 2018 | Millor Sèrie                               | Un gallo para Esculapio | Nominada | [ 19 ] |
| 2018 | Millor interpretació masculina a telesèrie | Luis Brandoni           | Nominat  | [ 19 ] |
| 2018 | Millor interpretació masculina a telesèrie | Peter Lanzani           | Nominat  | [ 19 ] |